# Selección de fútbol sub-17 de Santa Lucía
La Selección de fútbol sub-17 de Santa Lucía es el equipo que representa al país en el Mundial Sub-17, en el Campeonato Sub-17 de la Concacaf y en el Campeonato Juvenil de la CFU; y es controlado por la Asociación de Fútbol de Santa Lucía.

## Participaciones

### Copa Mundial Sub-17
Resultado general: No se ha clasificado.
| Año                         | PJ                      | PG                      | PE                      | PP                      | GF                      | GC                      | DIF.                    | PTS                     | Ronda                   |
| --------------------------- | ----------------------- | ----------------------- | ----------------------- | ----------------------- | ----------------------- | ----------------------- | ----------------------- | ----------------------- | ----------------------- |
| China 1985                  | No existía la selección | No existía la selección | No existía la selección | No existía la selección | No existía la selección | No existía la selección | No existía la selección | No existía la selección | No existía la selección |
| Canadá 1987                 | No existía la selección | No existía la selección | No existía la selección | No existía la selección | No existía la selección | No existía la selección | No existía la selección | No existía la selección | No existía la selección |
| Escocia 1989                | No clasificó            | No clasificó            | No clasificó            | No clasificó            | No clasificó            | No clasificó            | No clasificó            | No clasificó            | No clasificó            |
| Italia 1991                 | No participó            | No participó            | No participó            | No participó            | No participó            | No participó            | No participó            | No participó            | No participó            |
| Japón 1993                  | No participó            | No participó            | No participó            | No participó            | No participó            | No participó            | No participó            | No participó            | No participó            |
| Ecuador 1995                | No participó            | No participó            | No participó            | No participó            | No participó            | No participó            | No participó            | No participó            | No participó            |
| Egipto 1997                 | No participó            | No participó            | No participó            | No participó            | No participó            | No participó            | No participó            | No participó            | No participó            |
| Nueva Zelanda 1999          | No clasificó            | No clasificó            | No clasificó            | No clasificó            | No clasificó            | No clasificó            | No clasificó            | No clasificó            | No clasificó            |
| Trinidad y Tobago 2001      | No clasificó            | No clasificó            | No clasificó            | No clasificó            | No clasificó            | No clasificó            | No clasificó            | No clasificó            | No clasificó            |
| Filandia 2003               | No clasificó            | No clasificó            | No clasificó            | No clasificó            | No clasificó            | No clasificó            | No clasificó            | No clasificó            | No clasificó            |
| Perú 2005                   | No clasificó            | No clasificó            | No clasificó            | No clasificó            | No clasificó            | No clasificó            | No clasificó            | No clasificó            | No clasificó            |
| Corea del Sur 2007          | No clasificó            | No clasificó            | No clasificó            | No clasificó            | No clasificó            | No clasificó            | No clasificó            | No clasificó            | No clasificó            |
| Nigeria 2009                | No participó            | No participó            | No participó            | No participó            | No participó            | No participó            | No participó            | No participó            | No participó            |
| México 2011                 | No participó            | No participó            | No participó            | No participó            | No participó            | No participó            | No participó            | No participó            | No participó            |
| Emiratos Árabes Unidos 2013 | No clasificó            | No clasificó            | No clasificó            | No clasificó            | No clasificó            | No clasificó            | No clasificó            | No clasificó            | No clasificó            |
| Chile 2015                  | No clasificó            | No clasificó            | No clasificó            | No clasificó            | No clasificó            | No clasificó            | No clasificó            | No clasificó            | No clasificó            |
| India 2017                  | No clasificó            | No clasificó            | No clasificó            | No clasificó            | No clasificó            | No clasificó            | No clasificó            | No clasificó            | No clasificó            |
| Brasil 2019                 | No participó            | No participó            | No participó            | No participó            | No participó            | No participó            | No participó            | No participó            | No participó            |
| Indonesia 2023              | No participó            | No participó            | No participó            | No participó            | No participó            | No participó            | No participó            | No participó            | No participó            |
| Qatar 2025                  | No clasificó            | No clasificó            | No clasificó            | No clasificó            | No clasificó            | No clasificó            | No clasificó            | No clasificó            | No clasificó            |
| Total                       | —                       | —                       | —                       | —                       | —                       | —                       | –                       | —                       | —                       |

### Campeonato Sub-17 de la Concacaf
| Año                                             | PJ                      | PG                      | PE                      | PP                      | GF                      | GC                      | DIF.                    | PTS                     | Ronda                   |
| ----------------------------------------------- | ----------------------- | ----------------------- | ----------------------- | ----------------------- | ----------------------- | ----------------------- | ----------------------- | ----------------------- | ----------------------- |
| Trinidad y Tobago 1983 a Honduras 1987          | No existía la selección | No existía la selección | No existía la selección | No existía la selección | No existía la selección | No existía la selección | No existía la selección | No existía la selección | No existía la selección |
| Trinidad y Tobago 1988                          | 4                       | 0                       | 1                       | 3                       | 2                       | 16                      | –14                     | 1                       | Primera fase            |
| Trinidad y Tobago 1991 a Trinidad y Tobago 1996 | No participó            | No participó            | No participó            | No participó            | No participó            | No participó            | No participó            | No participó            | No participó            |
| El Salvador - Jamaica 1999                      | No clasificó            | No clasificó            | No clasificó            | No clasificó            | No clasificó            | No clasificó            | No clasificó            | No clasificó            | No clasificó            |
| Estados Unidos - Honduras 2001                  | No clasificó            | No clasificó            | No clasificó            | No clasificó            | No clasificó            | No clasificó            | No clasificó            | No clasificó            | No clasificó            |
| Canadá - Guatemala 2003                         | No clasificó            | No clasificó            | No clasificó            | No clasificó            | No clasificó            | No clasificó            | No clasificó            | No clasificó            | No clasificó            |
| Costa Rica - México 2005                        | No clasificó            | No clasificó            | No clasificó            | No clasificó            | No clasificó            | No clasificó            | No clasificó            | No clasificó            | No clasificó            |
| Honduras - Jamaica 2007                         | No clasificó            | No clasificó            | No clasificó            | No clasificó            | No clasificó            | No clasificó            | No clasificó            | No clasificó            | No clasificó            |
| México 2009                                     | No participó            | No participó            | No participó            | No participó            | No participó            | No participó            | No participó            | No participó            | No participó            |
| Jamaica 2011                                    | No participó            | No participó            | No participó            | No participó            | No participó            | No participó            | No participó            | No participó            | No participó            |
| Panamá 2013                                     | No clasificó            | No clasificó            | No clasificó            | No clasificó            | No clasificó            | No clasificó            | No clasificó            | No clasificó            | No clasificó            |
| Honduras 2015                                   | 5                       | 0                       | 0                       | 5                       | 4                       | 23                      | –19                     | 0                       | Primera fase            |
| Panamá 2017                                     | No clasificó            | No clasificó            | No clasificó            | No clasificó            | No clasificó            | No clasificó            | No clasificó            | No clasificó            | No clasificó            |
| Estados Unidos 2019                             | No participó            | No participó            | No participó            | No participó            | No participó            | No participó            | No participó            | No participó            | No participó            |
| Guatemala 2023                                  | No participó            | No participó            | No participó            | No participó            | No participó            | No participó            | No participó            | No participó            | No participó            |
| Total                                           | 9                       | 0                       | 1                       | 8                       | 6                       | 39                      | –33                     | 1                       | —                       |

### Clasificación de Concacaf para la Copa Mundial Sub-17
| Año   | PJ | PG | PE | PP | GF | GC | DIF. | PTS | Ronda                   |
| ----- | -- | -- | -- | -- | -- | -- | ---- | --- | ----------------------- |
| 2025  | 3  | 1  | 0  | 2  | 6  | 5  | +1   | 3   | 3° Grupo H No clasificó |
| Total | 3  | 1  | 0  | 2  | 6  | 5  | +1   | 3   | 0 clasificaciones       |

### Campeonato Juvenil de la CFU
| Arab Cup U-17 | Arab Cup U-17  | Arab Cup U-17 | Arab Cup U-17 | Arab Cup U-17 | Arab Cup U-17 | Arab Cup U-17 | Arab Cup U-17 | Arab Cup U-17 |
| Año           | Ronda          | J             | G             | E             | P             | GF            | GC            |               |
| ------------- | -------------- | ------------- | ------------- | ------------- | ------------- | ------------- | ------------- | ------------- |
| 2006          | Fase de grupos | 3             | 1             | 0             | 2             | 3             | 9             |               |
| 2008          | No participó   | No participó  | No participó  | No participó  | No participó  | No participó  | No participó  |               |
| Total         | 1/2            | 3             | 1             | 0             | 2             | 3             | 9             |               |